# Abierto de Chile 2021
El Chile Open 2021, oficialmente Chile Dove Men+Care Open, fue un evento de tenis de la ATP Tour 250. Se disputó en Santiago (Chile) en la cancha central del Complejo Mario Caracci Onetto, San Carlos de Apoquindo, desde el 8 hasta el 14 de marzo de 2021.

## Distribución de puntos
| Modalidad            | Campeón | Finalista | Semifinales | Cuartos de final | 2ª ronda | 1ª ronda | Clasificados | 2ª ronda de clasificación | 1ª ronda de clasificación |
| Individual masculino | 250     | 165       | 100         | 50               | 25       | 0        | 13           | 7                         | 0                         |
| Dobles masculino     | 250     | 150       | 90          | 45               | 20       | 0        | -            | -                         | -                         |

## Cabezas de serie

### Individuales masculino
| Tenista           | Ranking | Preclasificado |
| Christian Garín   | 22      | 1              |
| Benoît Paire      | 29      | 2              |
| Pablo Andújar     | 57      | 3              |
| Laslo Djere       | 60      | 4              |
| Frances Tiafoe    | 62      | 5              |
| Salvatore Caruso  | 79      | 6              |
| Federico Coria    | 85      | 7              |
| Federico Delbonis | 86      | 8              |

- Ranking del 1 de marzo de 2021.[3]

### Dobles masculino
| Tenista                             | Ranking | Preclasificado |
| Raven Klaasen Ben McLachlan         | 69      | 1              |
| Austin Krajicek Franko Škugor       | 74      | 2              |
| Marcelo Demoliner Santiago González | 93      | 3              |
| Simone Bolelli Máximo González      | 117     | 4              |

## Campeones

### Individual masculino
Christian Garín venció a  Facundo Bagnis por 6-4, 6-7(3-7), 7-5

### Dobles masculino
Simone Bolelli /  Máximo González vencieron a  Federico Delbonis /  Jaume Munar por 7-6(7-4), 6-4